# 661

## Събития
- Гражданската война в Арабския халифат завършва със смъртта на Али ибн Абу Талиб и вземането на властта от Умаядите

## Починали
- 24 януари – Али ибн Аби Талиб, халиф